# マリー・ド・ブルターニュ
マリー・ド・ブルターニュ（Marie de Bretagne）
- ブルターニュ公ジャン4世の娘（1391年 - 1446年）。本項で詳述。
- ブルターニュ公フランソワ1世（本項人物の甥）の娘（1446年 - 1511年）。参考：fr:Marie de Bretagne

マリー・ド・ブルターニュ（Marie de Bretagne, 1391年2月18日 - 1446年12月18日）は、ブルターニュ公ジャン4世とジャンヌ・ド・ナヴァールの娘。兄にジャン5世、弟にアルテュール3世、リシャール・デタンプがいる。
1398年にアランソン公ジャン1世と結婚した。

## 家族
ジャン1世との間に5人の子供をもうけた。
- ピエール（1407年 - 1408年） - ペルシュ伯
- ジャン2世（1409年 - 1476年） - アランソン公及びペルシュ伯
- マリー（1410年 - 1412年）
- ジャンヌ（1412年 - 1420年）
- シャルロット（1413年 - 1435年）